# 陳諫 (常熟)
陳諫（1509年—？年），字信可，號愛鶴，直隸蘇州府常熟縣人，民籍，治《詩經》，明朝政治人物。

## 生平
應天府鄉試第二十一名舉人。嘉靖二十九年（1550年）中式庚戌科會試第三百名，二甲第二名進士。初授刑部主事，晋郎中，恤刑福建，未上，遷知重庆府。被命采木，陈谏亲自监督百姓进夜郎山中，跋山涉水七个多月，采集的巨木多于他府，失巡道意，被弹劾免职。

## 家族
曾祖陳惠迪；祖父陳立；父陳復，通判。前母金氏；母徐氏。永感下。兄陳策。弟陳節（陰陽正術）。侄子陈瓒，嘉靖丙辰进士，官至南京刑部侍郎。